# 管弦楽法
管弦楽法（かんげんがくほう、オーケストレーション、英: orchestration）とは、音楽上のアイディアを、最も合理的かつ効果的な方法によって管弦楽団（オーケストラ）で表現する手段を研究し体系化する学問である。

## 管弦楽法の要素
管弦楽法は主として、楽器法と編曲法に分けられる。また、それらを支える基礎技法が必要である。その他、様々な作曲家のスコアを分析することも推奨される。

### 基礎技法
管弦楽法の基礎技法として、
- 記譜法、音程、移調などの楽典
- 読譜、聴音、ソルフェージュなどの音楽基礎技法
- スコアリーディングと総譜記譜法
- 和声学
- 対位法
- 楽式
- ピアノ演奏技術

が挙げられる。

### 楽器法
オーケストラに使われる各楽器についての知識である。
- 音域
  - 楽器の音域の限界
  - 常用音域
  - 音域による音色、音量、奏法の違い
  - 実音と記音
- 奏法と奏法にかかる記譜法
  - 運指
  - 呼吸
  - 運舌、運弓
  - 様々な奏法
    - 弦楽器の弓奏（アルコ）とピチカート
    - 弱音器
    - 楽器特有の奏法（ホルンのゲシュトプフトなど）
    - 特殊奏法
- 持ち替え
- 一般的演奏者の疲労と限界について

### 編曲法
旋律を複数の楽器がユニゾンやオクターブでなぞるときの効果について、また、和声学的にさまざまな声部を組み合わせるときの方法についての知識である。
- 楽器編成
- 楽器の組み合わせ
  - 弦楽器同士の組み合わせ
  - 管楽器同士の組み合わせ
  - 弦楽器と管楽器の組み合わせ
  - 管楽器と打楽器の組み合わせ
  - その他の組み合わせ
- セクションごとの合奏の特質
  - 弦楽合奏
  - 木管合奏
  - 金管合奏
  - それらの組み合わせ
- 旋律奏と伴奏
- オーケストラの様々な習慣についての知識 - オーケストラは多くの人間の集まりである。オーケストラを効率よく運営するための様々な習慣がある。そのことを無視してオーケストレーションは成り立たない。
- オーケストラの中の独唱・合唱について

## 管弦楽法の歴史

### 中世〜バロック期
管弦楽法の歴史は、オーケストラの歴史と同じだけ古い。中世からルネサンス期頃の音楽は、特に教会音楽においては声楽が主導的であり、合唱など多声部の声楽曲の各パートを、適した音域の楽器に割り当ててなぞる（コラ・パルテ形式）というような声楽に従属した伴奏形式が多かった。オルガンに加えて、ヴィオラ・ダ・ガンバ、サックバット（トロンボーンの前身）、リコーダー、ツィンクなどが、古くから声楽とともに用いられた代表的な楽器である。一方、器楽曲は主に世俗音楽の分野で発展していったが、公的儀礼といえばおしなべて宗教的であった時代、教会音楽で管弦楽法と高度な多声音楽が発展したのに対して、世俗音楽は小規模なアンサンブルが多く、古典音楽というより民俗（民族）音楽的なものであった。
バロック音楽の時代には、それまで世俗音楽で独奏楽器として用いられていたヴァイオリンが飛躍的に改良されて、ヴィオラ・ダ・ガンバに代わって弦楽合奏の高音域に取り入れられ、ヴァイオリン中心の弦楽合奏を核とするオーケストラの基本形が出来上がった。バロック期前半のヴェネツィア教会音楽では、古くから用いられてきたサックバットを加えた管弦楽が発達し、バロック中期以降のイタリアでは特に世俗音楽の分野でヴァイオリン音楽が非常に発達した。一方、フランスでは新たに改良された楽器であるオーボエ（バロックオーボエ）とファゴット（バロックファゴット）が加えられた。バロック中期頃には、他にもフラウト・トラヴェルソ（フルート）やトランペット、ホルン、ティンパニなど、現代の管弦楽でも使われる楽器の原型が形成され、続々と管弦楽に取り入れられた。また、しばらくはヴァイオリンと並んで弦楽合奏の中・低音部にはヴィオラ・ダ・ガンバやヴィオローネが用いられたが、ヴァイオリンの技術を応用したヴィオラ（ヴィオラ・ダ・ブラッチョ）、チェロ、コントラバスが生まれて、次第に取って代わっていった。
バロック音楽でも教会音楽は重要な位置を占めたが、宮廷や裕福市民層を中心として世俗音楽も発達し、相互の影響も盛んに行われた。上記やチェンバロのような新しい楽器の管弦楽への導入は、世俗音楽の分野に担うところが大きい。大規模な管弦楽はやはり声楽曲を中心に発展し、対して器楽曲は比較的小編成の室内楽が多いという傾向は続いたが、声楽曲でも管弦楽は声楽パートに対して強い独自性を持つようになった。
この時代はオルガン、チェンバロやリュートなどの和音楽器がバスの旋律と和音を奏で、合奏の主導を担った。これを通奏低音といい、初期古典派の時代まで管弦楽に欠かせないものであった。また、バロック後期には鍵盤楽器を通奏低音ではなく旋律楽器の一つとして管弦楽と組み合わせることも始まった。

### 古典派音楽
18世紀末、ハイドン・モーツァルトの時代になって、徐々に通奏低音の用いられない管弦楽が演奏されるようになってくる。また、クラリネットがオーケストラで定席を占めるようになり、現在の通常のオーケストラの最小編成である「二管編成」が整うことになる。この時代の金管楽器と打楽器（この時点ではティンパニ）はまだ音量の増幅に主眼があった。ティンパニは既に交響曲やオペラの途中で音を変えさせている。
20世紀初頭の新古典主義音楽では、この時代の初期の管弦楽法が模倣された。そのようなものとして、プロコフィエフの『古典交響曲』がよく知られている。

### グルック
グルックは、オペラ作品の中で大胆な楽器使用を行った。1779年にパリで初演された『アウリスのイフィゲニア』（Iphigénie en Aulide）には、シンバル、トライアングル、2本のピッコロなどが使用されている。グルックの理念はスポンティーニ（『ヴェスタの巫女』で、初めてオーケストラでバスドラムを使用した）やベルリオーズに受け継がれていくことになる。

### ベートーヴェン
ベートーヴェンは楽器の使用方法について、いくつかの画期的な改革を行っている。その筆頭がティンパニの使用方法である。従来、1対（2個）のティンパニは、楽曲で使用される音階の第1音と第5音（主音と属音：ハ長調でドとソ）に調律する習慣であったが、ベートーヴェンは初めてこれを破った。交響曲第7番の第3楽章（ヘ長調）では、第1音であるファと第6音のラを用いた（この音はトリオのニ長調の属音である）。次の交響曲第8番の第4楽章（ヘ長調）では、主音ファのオクターブの調律を行い、これを効果的に使っている。交響曲第9番の第2楽章（ニ短調）でもファのオクターブ調律が見られるが、ファはその第3音にあたり、ついにティンパニは主音からも解放されたことになる。また、ティンパニは楽曲のリズムやアクセントの補強のために用いられ、主に楽曲のフォルテの部分で活躍する楽器であったが、交響曲第4番の第1楽章展開部に見られるような pp のロールや、同第2楽章終結部の pp でのソロ、交響曲第5番の第3楽章の終結部分のように、この楽器の弱音での表現力の可能性を開いた。
次に、オーケストラの中で同じベースラインを担当していたチェロとコントラバスをそれぞれ独立させて使用したこと。このことにより、チェロは旋律楽器としての可能性が開けた。また、コントラバスは、交響曲第3番の第2楽章冒頭の装飾音のように独自の存在感を示すことが可能になった。
さらに、使用楽器の拡大。木管楽器ではピッコロやコントラファゴットを、金管では3本のホルンやトロンボーン、打楽器ではバスドラム、シンバル、トライアングルといった楽器を交響曲に導入した。ただし、これらの楽器はベートーヴェン以前からもオーケストラで用いられていたものである（モーツァルト『魔笛』でのトロンボーンなど）。
ベートーヴェンの書法はさらに、ウェーバーで3個のティンパニ、シューベルト、シューマン、メンデルスゾーン、ブラームスによって受け継がれた。

### 初期ロマン派
初期ロマン派ではオーケストレーションの拡張の試みが徐々に行われていたが、同時に楽器の性能そのものも徐々に向上していったため、現代のオーケストラにおいては特に音量バランスにおいて作曲者が当時意図した響きとは異なるかもしれないことがままある。例えばシューマンの諸作品やショパンの2つのピアノ協奏曲などのオーケストレーションは、現代において過小評価する論調も見られるが、これは当時の楽器の性能を考えると必ずしも悪い例ではなく、時代楽器のオーケストラで演奏すると現代のオーケストラよりもすっきりまとまって響くこともある。

### フランス革命
フランス革命の式典として、野外や教会で大規模な音楽が演奏された。ナポレオンの統領政府時代の1800年には革命記念日に合わせ、メユールが三つの管弦楽団と合唱団から成る『1800年7月14日の国民歌』を、9月22日の共和政樹立宣言の記念日に合わせ、ル・シュウールは、さらに大規模な編成の『ヴァンデミエール1日の歌』を作ったが、このような祝祭的な性格の巨大編成の作品は、ル・シュウールの弟子ベルリオーズに受け継がれることとなった。

### ベルリオーズ
最初の管弦楽法の大家は、19世紀初頭のベルリオーズである。ベルリオーズは楽器と楽器の組み合わせによって新しい音色を生み出すことや、オーケストラの規模の拡大に目を向けた。代表作『幻想交響曲』ではハープ、4本のファゴット、コーラングレ、コルネット、オフィクレイド、複数のティンパニ奏者、鐘など、パリのオペラ座で使用されていた楽器を登場させている。また、『レクイエム』では、12本のホルン、ティンパニ8対（奏者10人）、シンバル10を含むオーケストラと合唱に加え、別働隊として36人からなる金管楽器のバンダという大規模な編成を要求している。
ベルリオーズが1844年に著した『管弦楽法』（原題：『現代楽器法および管弦楽法大概論』(Grand traité d'instrumentation et d'orchestration）も諸外国に紹介され、後世の作曲家に影響を与えた。後述のリヒャルト・シュトラウスは、この書に注釈と新たな譜例（ワーグナーおよび自作）を加えた改訂版を1905年に出版している。
ベルリオーズの管弦楽法はフランス系の作曲家のみならず、ロシアのチャイコフスキー・イタリアのヴェルディ・ドイツのワーグナーなどに受け継がれる。

### 楽器の発達とオーケストレーション
産業革命が進展した19世紀前半には楽器製造産業が興隆し、ベーム式の木管楽器や、ヴァルブやピストンを備えた金管楽器（オフィクレイドは廃れチューバが取って代わる）など、今日使用されている管楽器の原型となるシステムが確立された。また、アドルフ・サックスの考案によるサクソフォーンやサクソルンなどの新しい楽器も登場した。この時期に金管楽器は飛躍的に演奏能力が向上したが、作曲家の間に定着するまでにはしばらくの時間がかかった。ワーグナーも、初期の『リエンツィ』（1840年）などの作品では旧式と新式の管楽器を併用している。その一方で、マイヤベーアなどフランスのグランド・オペラで活躍した作曲家は、それまで使用されなかった楽器の導入や新しい奏法の開発に挑戦し、その用例のいくつかはベルリオーズの『管弦楽法』に譜例付きで紹介されている。

### ワーグナー
次にワーグナーが登場する。彼は、管弦楽を巨大に拡張した。『ローエングリン』で完全な三管編成にして3和音を、『ニーベルングの指環』で四管編成、特に金管楽器を4つのセクションに分け4和音を同じ音色で、それぞれのセクションが充実した和声を出すことができるようにした。ここではワーグナーチューバが考案され、後にブルックナー、ストラヴィンスキー、シェーンベルク、B・A・ツィンマーマンらに引き継がれる。バストランペットも当時では新しい楽器であった。

### リムスキー＝コルサコフ
リムスキー＝コルサコフは、色彩的な管弦楽法の大家である。その作品もさることながら、著書『管弦楽法原理』が後世の作曲家に与えた影響は多大であり、その中にはラヴェル、ドビュッシーなども含まれる。極めて教科書的オーソドックスなリムスキー＝コルサコフによって、管弦楽の全ての楽器が対等な地位を得るに至ったとされる。
直弟子であったレスピーギやストラヴィンスキーも、それぞれが管弦楽法の大家として知られる。特に、ストラヴィンスキーはリムスキー＝コルサコフの理論を受け継ぎつつも、『火の鳥』、『ペトルーシュカ』などにおいてさらに色彩的な技法を開拓し、これらを『春の祭典』によって昇華させた。

### ドビュッシー
ドビュッシーはひとつひとつの楽器の特性を十分に生かすことに主眼を置き、新たな音響を作り出した。またオーケストラをいくつかの群に分けて別々のリズムや動きを担当することにより、多層的とも遠近法的とも言える立体的なオーケストレーションを生み出した。これは初期の『牧神の午後への前奏曲』の特に中間部で嬰ハ長調の主題が出てくる部分で効果的に聴こえるほか、オペラ『ペレアスとメリザンド』や『海』など様々な場面で見ることが出来る。

### リヒャルト・シュトラウス
リヒャルト・シュトラウスは管弦楽法の大家としてよりも、「管弦楽技法」の大家として著名である。初期の交響詩を始め、中期の交響曲や後期のオペラなどにおいて、物事をオーケストラで描写する実力を如実に示した。そのピアノ譜によるデッサンを弾くのは難解ではあるが、オーケストラで音を出す段階になると、比較的容易で効果的な色彩管弦楽法を見せてくれる。

### ラヴェル
ラヴェルは「管弦楽の魔術師」という異名をとるほどの管弦楽法の大家であった。ラヴェルの管弦楽法は繊細・合理的であり、模範的な管弦楽法とされている。
ラヴェルは、『ボレロ』においては音色の組み合わせを徹底的に追求し、管弦楽から全く新しい音色を得ることに成功している。編曲にも秀で、自作のピアノ曲を管弦楽曲に編曲したほか、ムソルグスキーのピアノ組曲『展覧会の絵』を管弦楽曲に編曲したものもラヴェルの実力が遺憾なく発揮されている。

### 新ウィーン楽派
新ウィーン楽派（シェーンベルク、ベルク、ヴェーベルン）の3人は、中小規模の作品を好んだ。初期には例えば、シェーンベルクの『室内交響曲第1番』などが挙げられる。時にはウィンナ・ワルツを、また時には彼ら自身に限らず当時生まれたばかりの新しい音楽を、それらの中規模のアンサンブルのために編曲して演奏した（たとえばドビュッシーの『牧神の午後への前奏曲』をシェーンベルクは10人編成に編曲して、自身の企画による現代音楽の試演会で取り上げている）。これらは第一次世界大戦後の金のなくなった世相を反映した現代音楽において、中規模のアンサンブルが好んで取り上げられることになる下地を作った。ストラヴィンスキーの『兵士の物語』などもその一環である。
また特にアントン・ヴェーベルンは、一つの旋律を複数の楽器が一音や数音ずつ順次担当していく「音色旋律」という考え方を提唱した。ヴェーベルンはバッハの『音楽の捧げ物』による『リチェルカータ』（バッハ本来の楽譜の題名は「リチェルカーレ」）を管弦楽に編曲してこの試みを実践した後、自作の『交響曲』などに応用させている。この方法は形を変えてメシアンの『トゥランガリーラ交響曲』などに受け継がれている。

### その他の近代
バルトークは特に管弦楽の名匠とはされていないが、打楽器そのものやその他の楽器による打楽器的な奏法、特に弦楽器に多く見られる現代的な特殊奏法、「夜の音楽」と呼ばれる独特な音響色彩の探求などで注目を集める。プロコフィエフの管弦楽法はかなりの中間色を使ったあいまいでデリケートな色彩の配合で特徴がある。ハチャトゥリアンの管弦楽はどちらかというとポピュラー音楽嗜好であり、ショスタコーヴィッチやカール・ニールセンはそれまで一度もなかった楽器の原色配置で独特の個性を出している。

### 現代
現代においては、それまでの慣習にとらわれない新たな要求がオーケストラに求められることも多い。
シュトックハウゼンは、3つのオーケストラが同時に演奏する『グルッペン』を作曲した。これはオーケストラに空間配置という新たな考えを提唱した。これは現代ではもはや珍しいものではなくなり、例えばドナウエッシンゲン音楽祭では多くの作曲家が毎年のように多群のオーケストラのための新作を初演している。最も金管楽器や一部の木管楽器のみを増強して会場の別の位置に用いる「バンダ」（バンド）と呼ばれる手法は以前からあるもので、ベルリオーズ『レクイエム』、レスピーギ『ローマの松』（第4部「アッピア街道の松」）、ヤナーチェク『シンフォニエッタ』、オペラ、マーラーの交響曲などに見られる。
セリエル音楽においては管弦楽法、特に楽器法の機能が無視され、ピアニッシモの高音トランペットやフォルテッシモのフルートの最低音などが意図的に規則に厳格に従って書かれるが、この場合は楽器法や管弦楽法の無知によるものではない。
トーン・クラスター技法のように多くの音程をオーケストラに求める場合は、楽譜が何十段にも及ぶこともある。クセナキスの『メタスタシス』やリゲティの『アトモスフェール』では、管楽器のみならず弦楽器奏者の一人ひとりにまで別の動きを求めている。特に後者のリゲティは演奏者にとって無理のない自然な動きを要求しており、この動きの集合が「ミクロ・ポリフォニー」と呼ばれ、結果として全体の音の雲のように聞こえる効果を持つ。またクセナキスは大編成の管弦楽の奏者を会場のいたるところに不特定に配置する試みも行っている（『テレテクトール』および『ノモス・ガンマ』）。ポーランド楽派と呼ばれる作曲家たちは大胆な音響集合をオーケストラに要求する作品を次々と作り出し、彼らの間で共通する「騒音主義」的な作風を生み出した。
またオーケストラの練習時間などの慣習、特殊奏法の未熟さ、譜面の読みの専門化、また経済事情により充分な解釈による満足な演奏が得られないとして、一部の作曲家は通常のオーケストラよりも一回り小さい室内管弦楽のアンサンブルのために作曲することを好む。ブーレーズやリゲティなどにその傾向が見られる。アンサンブル・アンテルコンタンポラン、ロンドン・シンフォニエッタ、アンサンブル・モデルン、アンサンブル・レッシェルシェ、クラングフォールム・ウィーンなど、現代音楽専門の室内管弦楽アンサンブルも多く存在する。彼らは普通のオーケストラの奏者よりも現代音楽共通の語法に精通している。ソロ楽器のための現代音楽では頻繁に求められるそれぞれの楽器の特殊奏法も、通常のオーケストラでは奏者の習熟度不足で満足に演奏できなかったり慣習上忌避されるが、これらのアンサンブルでは難なくこなすことから、彼らの団体に対して作曲する場合においては、特殊奏法はもはや共通の楽器法・管弦楽法の手段となっている。また大家のみならず若手や中堅の作曲家もこれらのアンサンブルのための編成の曲を多く書くことによって、現代ではもはや通常のオーケストラとは別にこれらのアンサンブルのような室内管弦楽規模のレパートリーも標準のものとなりつつある。
また電子音楽による電子音響技術をオーケストラと併用して用い、新しい音色の混合効果を用いることももはや珍しくはない。初期にはシュトックハウゼンがリングモジュレーターなどを多用したほか、現在ではIRCAMを初め、生楽器の演奏をリアルタイムに電子音響に反映させるライブエレクトロニクス技術も日々発達している。

## 楽器
以下、管弦楽の各楽器に関する概説を述べる。詳細は各楽器の記事を参照のこと。

### 弦楽器
管弦楽においては、ヴァイオリン属の弦五部（第1・第2ヴァイオリン、ヴィオラ、チェロ、コントラバス）が使用される。それぞれの人数はフルの四管編成においては16・14・12・10・8が一般的と言われているが、各楽団や曲によって変化する。例えば二管編成においてはその半分が普通である。ヴァイオリン属の楽器で弦五部以外の編成が取られることは希である。
またピッツィカートをはじめ、コル・レーニョ（ベルリオーズ『幻想交響曲』第5楽章など）、スル・ポンティチェロ（ヴィヴァルディ「ヴァイオリン協奏曲集『四季』より『冬』第2楽章など」）、フラジオレットなどによって音色を変化させることも多く用いられる。弱音器を用いることも多い。これらは集団である弦楽器群に対し、一斉に同じ奏法あるいは弱音器という音色変化を求めるため、各弦楽器のソロが同じ特殊奏法をする場合に比べてオーケストラ全体の効果はとても大きい。
弦楽合奏も参照。

### 木管楽器
管弦楽で使用される中心的な木管楽器は、フルート・オーボエ・クラリネット・ファゴットの4種類である。楽曲やオーケストラの規模を表す「n管編成」という言葉は、それぞれの木管楽器奏者がn人いるということを意味している（持ち替えによって楽器を3本使用した場合でも、奏者が2人なら2管編成である）。標準的な編成は2管編成から4管編成である。2管編成においては、それぞれの2番奏者が同族楽器であるピッコロ・コーラングレ・バスクラリネットもしくは小クラリネット・コントラファゴットに持ち替える場合がある。3管編成になると、一人の奏者がこれらの同族楽器を専門的に担当することが一般的である。
ただし、管弦楽の編成が確立する以前の古典派の時代においては、2管編成であってもフルートが1本であったり、フルート、オーボエ、クラリネットのいずれかを欠いている楽曲も多数存在する。例えば、モーツァルトの後期の交響曲である第38番から第41番には完全な2管編成のものはない。これより少し後に作曲されたハイドンの第99番以降の交響曲は標準的2管編成である。
フランスでは独特な慣習のために、2管編成であってもファゴット（バソン）は4本が標準編成であった。このため、フランスの作品ではベルリオーズの『幻想交響曲』やドビュッシーの『海』のように、4管編成でないにもかかわらず、ファゴット族の楽器が4本必要な楽曲が存在する。
比較的新しい時代（1844年）に考案されたサクソフォーンは、音の大きさや際立った音色ゆえにオーケストラの中に定席を占めることはなかったが、ビゼー『アルルの女』、ラヴェル『ボレロ』、ラヴェル編曲によるムソルグスキー『展覧会の絵』（「古城」）、イベール交響組曲『パリ』（室内管弦楽編成でサクソフォーンはクラリネットと持ち替え）、ジョリヴェ『オンド・マルトノ協奏曲』（第2楽章）、デュリュフレ『3つの舞曲』（第3曲「タンブーラン」）、プロコフィエフ『キージェ中尉』『ロメオとジュリエット』など、フランスやロシアの作品において使用されることがあった。その多くはソロ楽器としての使用であるが、オネゲルの『火刑台上のジャンヌ・ダルク』では3本、リヒャルト・シュトラウスの『家庭交響曲』では4本のサクソフォーンが、セクションとして使われている。

### 金管楽器
金管楽器は、3管編成では、ホルン4・トランペット3・トロンボーン3（テナー2+バス1）・チューバ1が標準である。また1管編成では各1ずつ、4管・5管編成になるとそれぞれの楽器の数が増えたり様々な金管楽器が追加されたりすることが多い。また、巨大な編成ではホルン6〜8、チューバ2（テナー+バス）などという編成も、そう珍しくはない。
フランスでは、パリ・オペラ座において、ナチュラル式のトランペット2本と、ピストン式のコルネット2本を併用する慣習があった。このことは、ベルリオーズ『幻想交響曲』をはじめ、ドリーブの『コッペリア』・『シルヴィア』、ドビュッシー『海』などのフランスの作品に影響を与えている。また、ワーグナーは、パリ・オペラ座でも上演を想定して、『リエンツィ』・『さまよえるオランダ人』などをこの編成で作曲している。
現在では特殊な金管楽器として、フリューゲルホルン、ユーフォニアムなどが挙げられる。吹奏楽ではスーザフォンが用いられることもある。ワーグナーやブルックナーなどが後期に用いたワーグナーチューバは、ホルンと共通するマウスピースで演奏可能なことから、ホルン奏者の持ち替えで用いられる。またヴェルディのオペラ『アイーダ』では、トランペットの柄がまっすぐで長い「アイーダ・トランペット」（ファンファーレ・トランペット）と呼ばれる特殊なトランペットが舞台上で用いられる。
通常音色のほか、弦楽器と同じように弱音器も多く用いられる。ホルンにはストップ奏法（ドイツ語でゲシュトップフト）も頻繁に要求される。現代では弱音器の種類は豊富であり、特にトランペットのワウワウミュート、およびその芯管をはずしたハーマンミュートは、通常のストレートミュートとは区別されて用いられる。武満徹がこれらのミュートの差異を好んでオーケストラ内で使い分けた。

### 打楽器
ほぼ定席を得ているティンパニは2管編成で1対（2台）、3管編成で4台まで、4管編成になると2対以上になることが多い。それ以外に、曲によっては多くの種類の打楽器が使用される。大きく分けて鍵盤打楽器とその他の打楽器に分かれ、しばしば使用されるものは、前者がグロッケンシュピール・シロフォンなど、後者がシンバル・トライアングル・タンブリン・カスタネット・小太鼓・大太鼓・チューブラーベル・タムタムなど。伊福部昭の『日本狂詩曲』のように、10人近くの打楽器奏者を必要とする曲もある。そのほか太鼓類と金属打楽器と木質打楽器に分ける習慣もある。ティンパニ奏者は通常ティンパニのみを担当し、その他の打楽器奏者が他の多くの打楽器を担当するのが習慣であるが、現代の特に室内管弦楽においては、ティンパニ奏者も他の打楽器に持ち替えることもある。

### 鍵盤楽器
管弦楽において使用される鍵盤楽器は、主にピアノ・オルガン・チェレスタである。
ピアノは、管弦楽においては当初ピアノ協奏曲における独奏楽器と位置づけられていたが、ベルリオーズが『レリオ、あるいは生への復帰』で2台のピアノを使用したことに始まり、カミーユ・サン＝サーンスの交響曲第3番「オルガンつき」や『動物の謝肉祭』、ストラヴィンスキーのバレエ音楽『ペトルーシュカ』などの楽曲で効果的に使用されており、現在では管弦楽の1パートとしての地位が確立されている。
チェンバロ（ハープシコード）はバロックや古典派前期までの通奏低音の伴奏には用いられたが、それ以降では使われることは稀になった。しかし近現代においては再び使用されている。
オルガンは西方教会の教会音楽のなかに確固たる地位を占める楽器であり、西方教会においてはほとんどの教会が所持しているほか（ただし無伴奏声楽を聖歌の原則とする正教会には当てはまらない）、オーケストラの演奏が可能な中規模以上の教会ではグランドオルガンという多彩な音色と音量が得られる楽器が設置されていることも多い。宗教曲としてフォーレやデュリュフレの『レクイエム』など、宗教曲以外でもサン＝サーンスの交響曲第3番「オルガンつき」、リヒャルト・シュトラウスの交響詩『ツァラトゥストラはかく語りき』などで効果的に用いられる。

### 撥弦楽器
管弦楽において使用される撥弦楽器は、主にハープ、マンドリン、ギター、バンジョー、ツィターなどである。このうち最も一般的な楽器はハープである。
ハープはマリー・アントワネットが愛奏したように、古典期から既に独奏楽器としての地位を得ているが、演奏会用純音楽としてオーケストラにハープが編入され特徴的な活躍を見せるのは、ロマン派初期のベルリオーズの『幻想交響曲』第2楽章が最初期の例である。ワーグナーは同時に6台ものハープを要求し、音量を補強した。またダブルアクション・ハープの発明により、近代以降ではより頻繁に使用されるようになった。また近代ではハープは2台が組になり交互に演奏することで、より拡張的な書法を見せることも多い。また通常音色だけでなく、叩いたり擦ったりハーモニクス奏法も、他の楽器と組み合わせるのに好んで用いられる。
ツィターはオーストリアの民族楽器であり、ヨハン・シュトラウス2世などのウィンナ・ワルツで編入楽器として用いられた。ただしソリストとして特徴的に扱われ、伴奏に回ることは少ない。
バンジョーも同様の理由で狂詩曲的な扱いであることが多く、ヨーロッパよりは楽器の生まれた南北アメリカ大陸の作曲家に使用例が多い。珍しい例ではキューバに滞在したヘンツェの交響曲第6番で用いられている。

### 打弦楽器
管弦楽において使用される打弦楽器は、主にツィンバロムである。ツィンバロムはバルトークやコダーイなど、主にハンガリーの作曲家によって用いられる。ドビュッシーの『レントより遅く』にも使用例があるが、これは元々ピアノ小品からの編曲で、ピアノ原曲にはないソロパッセージが冒頭に出てくるもので、機会音楽的なものであるとうかがえる。ストラヴィンスキー、クルターグ、ブーレーズ、デュティユーの作品にも使用例がある。

### 声
管弦楽と声楽は、古くからオペラにおいて同時に使用されていたが、人の声が「楽器」の一種として管弦楽に取り入れられたのは、原則として近代以降である。ドビュッシーの『夜想曲』第3曲「海の精（シレーヌ）」のほか、ラヴェルの『ダフニスとクロエ』、ホルストの『惑星』終曲「海王星」、ニールセンの交響曲第3番『広がり』第2楽章などが知られる。これらは全て母音のみのヴォカリーズ唱法が用いられる。

### 電子楽器
管弦楽において電子楽器・電気楽器が使用されることも近代以降では多い。
主にフランスの作曲家がオンド・マルトノを好んでオーケストラ内で用いた。オネゲルの『火刑台上のジャンヌ・ダルク』やケクランの『燃ゆる茂み』などがその初期の試みとして挙げられる。メシアンは『神の現存のための3つの小典礼楽』をはじめ、代表作『トゥランガリーラ交響曲』ではピアノと並んでソリストとして、そしてオペラ『アッシジの聖フランチェスコ』においては3台のオンド・マルトノを使用している。
エレキギターやエレキベースは主に、映画音楽などの劇伴音楽やポピュラー音楽などにおいて、オーケストラあるいは吹奏楽の中で使われるが、例えばラッヘンマンのオペラ『マッチ売りの少女』などのような作品の中でも用いられている。
オーケストラの生演奏に合わせて、録音された音源を同時に演奏することも行われる。その最初期の例としては、レスピーギの交響詩『ローマの松』において、ナイチンゲールの鳴き声を用いたことが挙げられる。現代においては、例えばラウタヴァーラの「鳥とオーケストラのための協奏曲『北極詩篇（極北の歌）』」で、全編において鳥の声の録音テープがオーケストラの演奏と同時に再生される。
シュトックハウゼンが多用したように、オーケストラ全体の音色をマイクで入力し、リングモジュレーターなど初期のシンセサイザーで変調・加工してスピーカーから出力し、オーケストラと共に用いることもある。
電子音響技術とオーケストラが密接に結びついた例として、IRCAMの研究が挙げられる。演奏行為と密接に結びつく電子音楽の活用の試みが行われており、これをライブエレクトロニクスと称する。初期には4Xというコンピュータが使われ、ブーレーズはこの技術を用いて代表作の一つ『レポン』を作曲している。
1970年代には、コンピュータ技術の支援による音響の分析結果に基づく生楽器のオーケストレーションの作品が多く生まれた。中でもスペクトル楽派と呼ばれる一群の作曲家たち、特にグリゼーの代表作『音響空間』が挙げられる。
1980年代にはコンピュータや電子キーボード楽器のMIDI制御によるテープ録音を伴い、シンセサイザーの各種エフェクトなどを経て奏者の任意のタイミングによって再生し、アンサンブルやオーケストラと共演するという試みが多く行われた。サーリアホやハーヴェイなどの作品にそれらの技術使用が見られる。
1990年代以降はリアルタイム音響制御ソフトMax/MSPにより、ライブエレクトロニクスはより身近なものとなった。IRCAMを中心として多くの作曲家がこの技術を用いており、ソロ、室内管弦楽（主にアンサンブル・アンテルコンタンポランの演奏会では多く用いられる）からオーケストラやオペラに至るまで、ライブエレクトロニクス技術は幅広く用いられている。近年では特に前述のサーリアホが2つのオペラ『遥かな愛』（2000年）と『アドリアナ・マーテル』（2006年）において、それぞれ合唱を舞台裏に配置し、マイクで拾った音を元に会場全体の多くのスピーカーに空間配置して移動音響として用いるなど、あからさまな電子音響だけではなく様々な場面で管弦楽においてライブエレクトロニクス技術が援用されている。

## 編曲法
管弦楽法の学習としては、まずそれぞれの楽器の特徴を知ることが大事であるが、それらの楽器を複数組み合わせることによって、初めて管弦楽やアンサンブルにおける複数の楽器を有効に使いこなすことが出来る。これらはそれぞれの楽器にとって無理なく演奏できることはもちろん、音色を打ち消すようなことなく（意図的である場合を除く）それぞれの響きが最大限効果的に発揮されるよう、いくつかの特徴的な配置についても作曲家は熟知しておくことが望ましい。

### 楽器の組み合わせ
木管楽器（場合によっては金管楽器も含む）に対して推奨とされるいくつかの特徴的な組み合わせがある。これらは通常、下から順にファゴット、クラリネット、オーボエ、フルートの順で積み重ねられ、これを「積み重ね法」と言う。対して、二管編成以上の場合、内声部の楽器に対し上下の外声部に違う楽器を当てはめることにより、この積み重ね法とは異なる音色を得ることも出来る。これを「囲い込み」と言う。また密集配置の和音には4つの楽器を混ぜないなど、慣習として忌避される書法もある。これは三管編成以降は徐々になくなっていく。

### 音色混合
同一オクターブの同音を2つ以上の楽器で演奏することで、単一のソロ楽器にはない複雑な音色を生み出すことが出来る。最も有名な例は、シューベルトの交響曲第7番（旧第8番）「未完成」の冒頭でオーボエとクラリネットが同一メロディを奏する場面であろう。
フレーズの出だしの一音のみに別の楽器を絡ませることによって、音色の発音の瞬間を通常とは異なる印象にすることが出来る。ハープ、弦楽器のピッツィカート、打楽器は特によく使われるほか、稀に金管楽器（例えばホルンのストップ奏法でのスタッカートなど）がこれを担うこともある（ムソルグスキー／ラヴェル編曲『展覧会の絵』第2曲「小人」など）。フレーズの区切りなどである音色から別の音色へメロディを受け渡す場合にも有効であり、またフレーズのいくつかを音色の似た違う楽器が順次担当していくことによって徐々に音色を変化させるような用いられ方もある（ヴェーベルンの音色旋律のアイデア、望月京の『カメラ・ルシダ』など）。